# 全日春
全 日春（チョン・イルチュン、朝鮮語: 전일춘、1941年8月24日 - ）は、朝鮮民主主義人民共和国の政治家。朝鮮労働党中央委員会委員候補。朝鮮労働党39号室長、国家開発銀行理事長などを歴任し、金正日総書記の個人資産を管理したことから金正日の金庫番と呼ばれた。

## 経歴
1941年に日本統治下の咸鏡北道で生まれた。南山高級中学校卒業後、1973年に貿易部課長に就任し、1981年1月に政務院対外経済事業部副部長に任命された。1993年1月に政務院対外経済委員会副委員長に転じ、1998年2月に朝鮮労働党39号副室長に任命された。2006年7月には朝鮮労働党中央委員会副部長に任命され、2009年3月9日に実施された最高人民会議第12期代議員選挙で代議員に選出された。
2010年2月に朝鮮労働党39号室の室長と党中央委員会第一副部長に任命された。同年3月20日に開催された国家開発銀行理事会に国防委員会の代表として参加し、理事長に選出された。4月8日には中国を訪問し、党39号室が管理する両江道恵山市の金鉱山の採掘権を中国企業に売り渡すと打診した。同年に欧州連合によって制裁対象に指定された。以後は、半年ごとにしか姿を現さなり、2012年には更迭説も出た。
2014年3月9日に実施された最高人民会議第13期代議員選挙で代議員に再選され、2016年5月9日に開催された朝鮮労働党第7次大会で朝鮮労働党中央委員会委員候補に選出された。2017年10月7日に開催された朝鮮労働党中央委員会第7期第2回総会で39号室室長を解任された。
その後、全日春の動向が伝えられることは無いが、2019年には娘婿でクウェート大使代理を務めていたリュ・ヒョヌが亡命し、韓国へ入国していたと伝えられている。

## 参考サイト
- 북한정보포털

| 先代金東雲 | 朝鮮労働党39号室長2010年 - 2017年 | 次代申竜満 |